# Maksymilian I (cesarz Meksyku)
Maksymilian I, właśc. Ferdinand Maximilian Joseph Maria von Österreich, hiszp. Maximiliano I de México, Fernando Maximiliano José de Habsburgo-Lorena (ur. 6 lipca 1832 w Wiedniu, zm. 19 czerwca 1867 na wzgórzu Cerro de las Campanas w mieście Querétaro) – arcyksiążę austriacki, wicekról lombardzko-wenecki w latach 1857–1859, cesarz meksykański w latach 1864–1867, brat Franciszka Józefa I. Był wolnomularzem.

## Wczesny okres
Interesował się sztuką oraz naukami ścisłymi (szczególnie botaniką). Kształcił się jako oficer marynarki wojennej. Miał duże zasługi w utworzeniu portu wojennego w Trieście i w zwycięstwach w wojnie austriacko-włoskiej razem z admirałem Wilhelmem von Tegetthoffem. Był uznawany za liberała. W lutym 1857 objął stanowisko wicekróla Królestwa Lombardzko-Weneckiego.
27 lipca 1857 w Brukseli poślubił księżniczkę belgijską – Marię Charlottę Koburg (córkę Leopolda I – króla Belgów i Ludwiki Marii Orleańskiej). Małżeństwo mieszkało w Mediolanie do 1859, kiedy Franciszek Józef pozbawił Maksymiliana stanowiska wicekróla, co było spowodowane liberalną polityką, jaką prowadził arcyksiążę. Krótko po tej dymisji Austria utraciła kontrolę nad swoimi posiadłościami we Włoszech. Wtedy też Maksymilian zrezygnował z funkcji politycznych i osiedlił się w nowej posiadłości w Miramare.

## Cesarz Meksyku

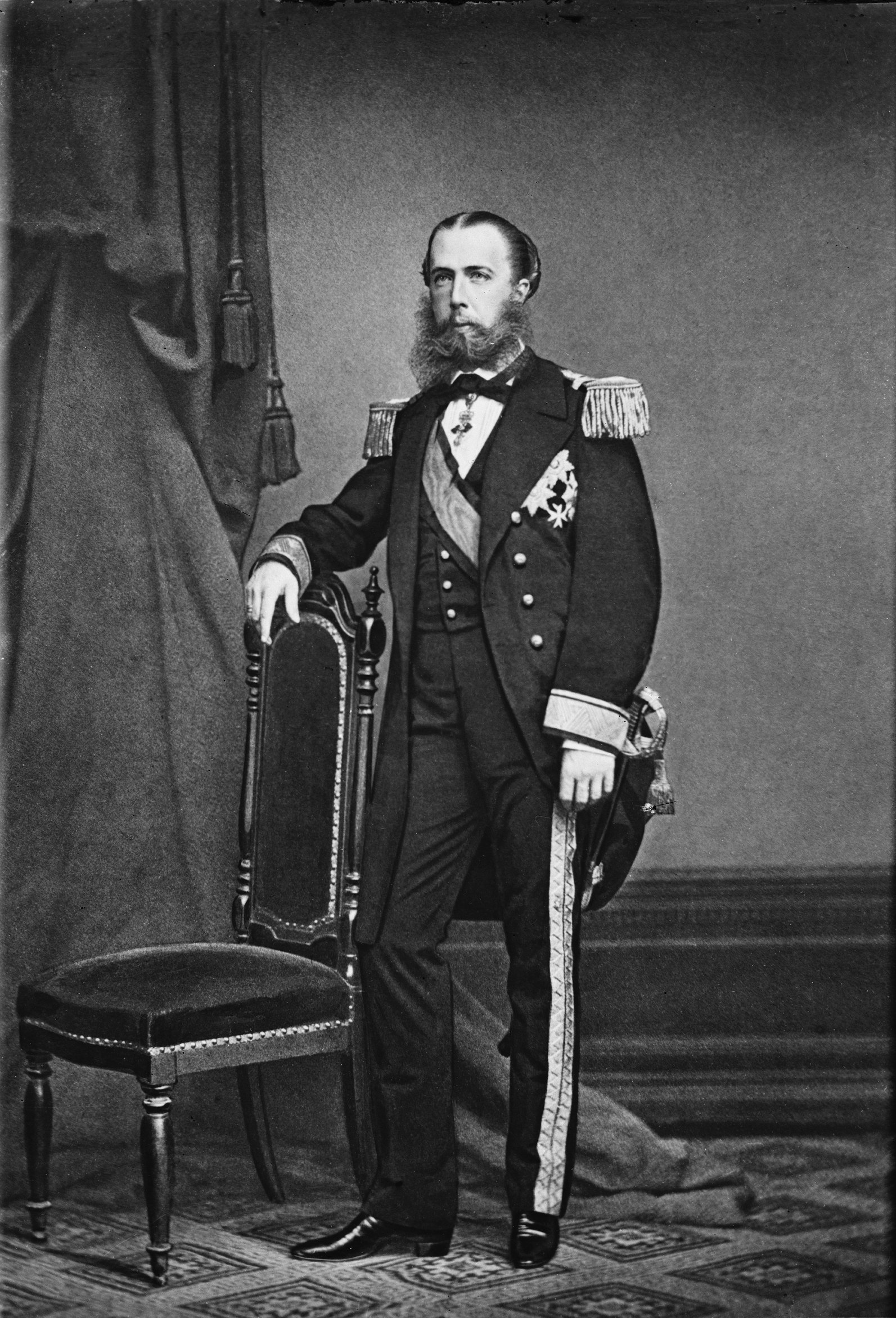
Maksymilian jako cesarz Meksyku

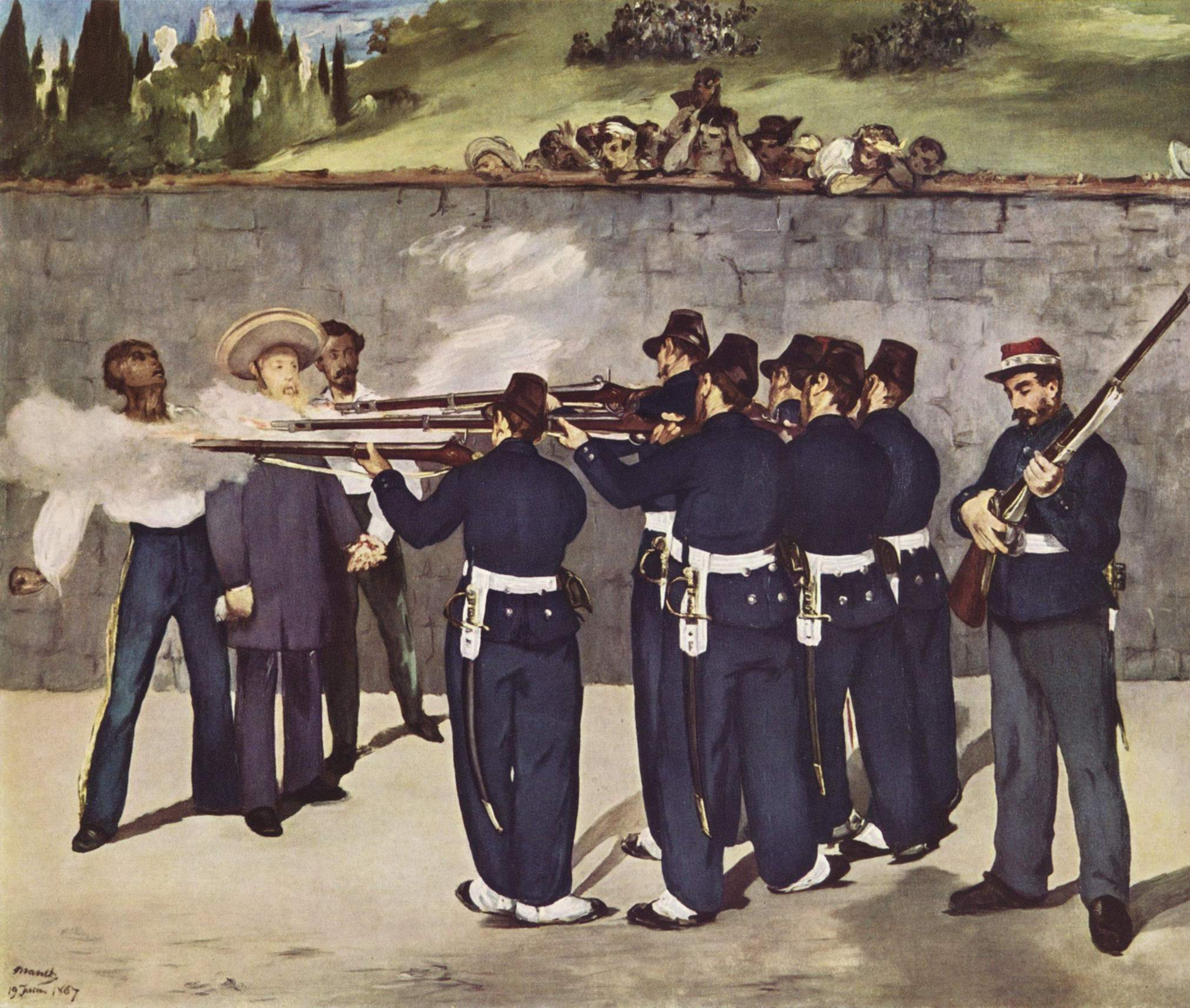
Rozstrzelanie cesarza Maksymiliana – obraz Édouarda Maneta

W 1859 meksykańscy monarchiści zaproponowali mu tron Meksyku. Najpierw Maksymilian odrzucił tę propozycję, bo postanowił zaspokoić swoje marzenia o odkrywaniu nowych gatunków roślin w Brazylii jako botanik. Jednak po francuskiej interwencji w Meksyku pod naciskiem Napoleona III i po zdobyciu przez gen. Élie-Frédérica Foreya miasta Meksyk Maksymilian zgodził się na francuskie propozycje i przyjął koronę w 1863. Przekonało go do tego także przeprowadzenie przez Francuzów plebiscytu odnośnie powołania cesarstwa, w którym rzekomo Meksykanie opowiedzieli się za jego ogłoszeniem (w rzeczywistości plebiscyt został przeprowadzony pod kontrolą francuskich wojsk okupacyjnych). Decyzja ta spowodowała także utratę wszystkich tytułów i praw książęcych jakie przysługiwały mu w Austrii, o czym poinformowano go dopiero przed wyjazdem.
Maksymilian wylądował w Veracruz 28 maja 1864, ale od samego początku jego ekspedycja napotykała same trudności. Wystąpili bowiem przeciw niemu meksykańscy liberałowie razem z legalnie wybranym prezydentem Benito Juárezem. Od tego momentu zaczęła się bezwzględna wojna pomiędzy francuskimi oddziałami ekspedycyjnymi a republikanami.
Cesarz i cesarzowa zamieszkali w pałacu Chapultepec. Jako że Maksymilian i Charlotta nie mieli dzieci, postanowili adoptować Agustína de Iturbide y Green i jego kuzyna Salvadora de Iturbide y de Marzán, wnuków poprzedniego cesarza Meksyku Augustyna. Młodemu Agustinowi nadali tytuł: „Jego wysokość, książę Iturbide” i zamierzali uczynić swoim dziedzicem.
Maksymilian naraził się swoim konserwatywnym sprzymierzeńcom, w tym i nuncjuszowi, wprowadzając większość postulatów, o które toczona była walka z liberałami, czyli: tolerancję religijną, upaństwowienie dóbr ziemskich należących do Kościoła rzymskokatolickiego, sekularyzację cmentarzy. Kolejno zaaprobował wszystkie ustawy i dekrety liberalne z lat 1855-1860 podtrzymując liberalne reformy, które wprowadził Juarez, a jemu samemu zaoferował amnestię, jeżeli poprzysięgnie mu wierność. Juarez odmówił. Wobec tego cesarz polecił, aby wszyscy schwytani współpracownicy Juareza byli rozstrzeliwani. Nie poprawiło to sytuacji, a jedynie wzmogło zaciekłość z jaką obie strony walczyły.
Gdy w Stanach Zjednoczonych dobiegła końca wojna secesyjna, armia republikańska zaczęła uzyskiwać stamtąd zaopatrzenie. W 1866 Napoleon III Bonaparte wycofał swoje wojska z Meksyku w obliczu wzrastającego oporu Meksykanów i groźby amerykańskiej interwencji. Charlotta odbyła podróż do Europy, szukając poparcia dla swojego męża w Paryżu i w Wiedniu oraz u papieża w Rzymie. Jednak próby te zawiodły i doprowadziły ją do choroby umysłowej, a ona sama nigdy nie wróciła do Meksyku.

## Egzekucja
Mimo że Maksymilianowi doradzano, żeby uciekał z przybranej ojczyzny, on postanowił trwać tam bez względu na stale pogarszającą się sytuację. W czasie wycofywania się do Querétaro został oblężony na kilka tygodni, a 11 maja 1867 podjął próbę ucieczki poprzez linie wroga. Został jednak schwytany. Mimo protestów opinii publicznej na całym świecie (ujmowali się za nim liczni monarchowie europejscy, m.in. cesarz Franciszek Józef przywrócił mu prawa dynastyczne w Austrii, licząc, że ocali to brata przed śmiercią, protestował także Victor Hugo i Giuseppe Garibaldi) sąd wojskowy skazał go na śmierć. Razem z generałami Miguelem Miramonem i Tomasem Mejíą zginął rozstrzelany. Jego ciało zostało wysłane statkiem do rodzinnej Austrii i pochowane w Krypcie Cesarskiej Kościoła Kapucynów w Wiedniu.

## Odznaczenia
Lista niepełna
- Wielki Mistrz Orderu Orła Meksykańskiego
- Wielki Mistrz Orderu Guadalupe
- Wielki Mistrz Orderu Świętego Karola (dla kobiet)
- Brązowa Odznaka Zasługi Wojskowej (Meksyk, 1867)
- Order Złotego Runa (Austria, 1852)
- Order Świętego Andrzeja (Rosja)
- Order Świętego Aleksandra Newskiego (Rosja)
- Order Orła Białego (Rosja)
- Order Świętej Anny I klasy (Rosja)
- Order Świętego Stanisława I klasy
- Order Orła Czarnego (Prusy, 1852)
- Order Słonia (Dania, 1866)[7]
- Order Orła Czarnego z łańcuchem (Prusy, 1866)
- Order Świętego Huberta (Bawaria)
- Order Korony Rucianej (Saksonia)
- Order Świętego Jerzego (Hanower, 1856)
- Order Świętego Januarego (Sycylia)
- Order Wierności (Badenia)
- Order Serafinów (Szwecja, 1865)
- Krzyż Wielki Orderu Zasługi Filipa Wspaniałomyślnego (Hesja)
- Krzyż Wielki Orderu Henryka Lwa (Brunszwik)
- Krzyż Wielki Orderu Orła Czerwonego (Prusy, 1852)
- Krzyż Wielki Orderu Wieży i Miecza (Portugalia, 1852)
- Krzyż Wielki Orderu Gwelfów (Hanower, 1956)
- Krzyż Wielki Orderu Lwa Niderlandzkiego (Holandia, 1956)
- Krzyż Wielki Orderu Świętego Stefana (Węgry, 1857)
- Krzyż Wielki Orderu Legii Honorowej (Francja)
- Krzyż Wielki Orderu Świętego Ferdynanda (Sycylia)
- Krzyż Wielki Orderu Leopolda z Mieczami (Belgia, 1857)
- Krzyż Wielki Orderu Zbawiciela (Grecja)
- Krzyż Wielki Orderu Świętego Józefa (Toskania)
- Krzyż Wielki Orderu Krzyża Południa (Brazylia)
- Krzyż Wielki Orderu Maltańskiego (SMOM)
- Order Annuncjaty (Włochy, 1965)[8]

## Genealogia
| Prapradziadkowie                          | cesarz rzymski Franciszek I Lotaryński (1708–1765) ∞ 1736 Maria Teresa Habsburg (1717–1780)         | król Hiszpanii Karol III Hiszpański (1716–1788) ∞ 1738 Maria Amalia Wettyn (1724–1760)              | król Hiszpanii Karol III Hiszpański (1716–1788) ∞ 1738 Maria Amalia Wettyn (1724–1760)              | cesarz rzymski Franciszek I Lotaryński (1708–1765) ∞ 1736 Maria Teresa Habsburg (1717–1780)         | Christian III Wittelsbach (1674–1735) ∞1719 Karolina Nassau-Saarbrücken (1704–1774)                     | Józef Karol Wittelsbach (1694–1729) ∞1717 Elżbieta Augusta Wittelsbach (1693–1728)                      | wielki książę Badenii Karol Fryderyk Badeński (1728–1811) ∞ 1751 Karolina Hessen-Darmstadt (1723–1783)  | landgraf Hesji-Darmstadt Ludwik IX (1719–1790) ∞ 1741 Karolina Wittelsbach (1721–1774)                  |
| Pradziadkowie                             | cesarz rzymski Leopold II Habsburg (1747–1792) ∞ 1765 Maria Ludwika Burbon (1745–1792)              | cesarz rzymski Leopold II Habsburg (1747–1792) ∞ 1765 Maria Ludwika Burbon (1745–1792)              | król Hiszpanii Ferdynand I Burbon (1751–1816) ∞ 1768 Maria Karolina Habsburg (1752–1814)            | król Hiszpanii Ferdynand I Burbon (1751–1816) ∞ 1768 Maria Karolina Habsburg (1752–1814)            | Fryderyk Michał Wittelsbach (1724–1767) ∞1746 Maria Franciszka Wittelsbach (1724–1794)                  | Fryderyk Michał Wittelsbach (1724–1767) ∞1746 Maria Franciszka Wittelsbach (1724–1794)                  | Karol Ludwik Badeński (1755–1801) ∞ 1774 Amalia Fryderyka Hessen-Darmstadt (1754–1832)                  | Karol Ludwik Badeński (1755–1801) ∞ 1774 Amalia Fryderyka Hessen-Darmstadt (1754–1832)                  |
| Dziadkowie                                | cesarz Austrii Franciszek II Habsburg (1768–1835) ∞ 1790 Maria Teresa Burbon-Sycylijska (1772–1807) | cesarz Austrii Franciszek II Habsburg (1768–1835) ∞ 1790 Maria Teresa Burbon-Sycylijska (1772–1807) | cesarz Austrii Franciszek II Habsburg (1768–1835) ∞ 1790 Maria Teresa Burbon-Sycylijska (1772–1807) | cesarz Austrii Franciszek II Habsburg (1768–1835) ∞ 1790 Maria Teresa Burbon-Sycylijska (1772–1807) | król Bawarii Maksymilian I Józef Wittelsbach (1756–1825) ∞ 1797 Karolina Fryderyka Badeńska (1776–1841) | król Bawarii Maksymilian I Józef Wittelsbach (1756–1825) ∞ 1797 Karolina Fryderyka Badeńska (1776–1841) | król Bawarii Maksymilian I Józef Wittelsbach (1756–1825) ∞ 1797 Karolina Fryderyka Badeńska (1776–1841) | król Bawarii Maksymilian I Józef Wittelsbach (1756–1825) ∞ 1797 Karolina Fryderyka Badeńska (1776–1841) |
| Rodzice                                   | arcyksiążę Franciszek Karol Habsburg (1802–1878) ∞ 1824 arcyksiężna Zofia Wittelsbach (1805–1872)   | arcyksiążę Franciszek Karol Habsburg (1802–1878) ∞ 1824 arcyksiężna Zofia Wittelsbach (1805–1872)   | arcyksiążę Franciszek Karol Habsburg (1802–1878) ∞ 1824 arcyksiężna Zofia Wittelsbach (1805–1872)   | arcyksiążę Franciszek Karol Habsburg (1802–1878) ∞ 1824 arcyksiężna Zofia Wittelsbach (1805–1872)   | arcyksiążę Franciszek Karol Habsburg (1802–1878) ∞ 1824 arcyksiężna Zofia Wittelsbach (1805–1872)       | arcyksiążę Franciszek Karol Habsburg (1802–1878) ∞ 1824 arcyksiężna Zofia Wittelsbach (1805–1872)       | arcyksiążę Franciszek Karol Habsburg (1802–1878) ∞ 1824 arcyksiężna Zofia Wittelsbach (1805–1872)       | arcyksiążę Franciszek Karol Habsburg (1802–1878) ∞ 1824 arcyksiężna Zofia Wittelsbach (1805–1872)       |
| Maksymilian I (1832–1867), Cesarz Meksyku | | | | | | | | |